# Liste der Kulturdenkmale in Ober-Neundorf
In der Liste der Kulturdenkmale in Ober-Neundorf sind sämtliche Kulturdenkmale des Görlitzer Ortsteils Ober-Neundorf verzeichnet, die bis Oktober 2017 vom Landesamt für Denkmalpflege Sachsen erfasst wurden (ohne archäologische Kulturdenkmale). Die Anmerkungen sind zu beachten.
Diese Liste ist eine Teilliste der Liste der Kulturdenkmale in Görlitz.

## Liste der Kulturdenkmale in Ober-Neundorf
| Bild                                    | Bezeichnung | Lage                                                                   | Datierung                                                           | Beschreibung | ID       |
| --------------------------------------- | --- | ---------------------------------------------------------------------- | ------------------------------------------------------------------- | --- | -------- |
| Direkt Bild zu diesem Denkmal hochladen | Gärtneranwesen | Amselweg 2 (Karte)                                                     | 1. Hälfte 19. Jahrhundert                                           | Wohl altes Gärtneranwesen, bestehend aus Wohn- und Stallteil, baugeschichtlich und wirtschaftsgeschichtlich von Bedeutung | 09269562 |
| Direkt Bild zu diesem Denkmal hochladen | Rittergut Ober-Neundorf (Sachgesamtheit)                                                                                      | Hofeweg 2, 5, 7, 9, 10, 12; Rothenburger Landstraße 289 (Karte)        | 16.–19. Jahrhundert                                                 | Baugeschichtlich, künstlerisch, ortsgeschichtlich und landschaftsgestaltend von Bedeutung | 09269567 |
| Direkt Bild zu diesem Denkmal hochladen | Wirtschaftshof mit allen Gebäuden, darunter das Schweizerhaus (Einzeldenkmal zu ID-Nr. 09269567)                              | Hofeweg 1, 2, 3, 4, 5, 6, 8, 10, 12 (Karte)                            | 18./19. Jahrhundert                                                 | Einzeldenkmale der Sachgesamtheit Rittergut Ober-Neundorf; baugeschichtlich, künstlerisch und ortsgeschichtlich von Bedeutung | 09269566 |
|                                         | Herrenhaus mit seltenen Sgraffiti (Einzeldenkmal zu ID-Nr. 09269567)                                                          | Hofeweg 7 (Karte)                                                      | 2. Hälfte 16. Jahrhundert (Herrenhaus); 16. Jahrhundert (Sgraffito) | Einzeldenkmal der Sachgesamtheit Rittergut Ober-Neundorf; baugeschichtlich, künstlerisch und ortsgeschichtlich von Bedeutung | 09269566 |
| Direkt Bild zu diesem Denkmal hochladen | Mauer mit Nische und Nebengebäude (Einzeldenkmal zu ID-Nr. 09269567)                                                          | Hofeweg 9 (Karte)                                                      |                                                                     | Einzeldenkmale der Sachgesamtheit Rittergut Ober-Neundorf; baugeschichtlich, künstlerisch und ortsgeschichtlich von Bedeutung | 09269566 |
| Direkt Bild zu diesem Denkmal hochladen | Die Scheunen und Ställe (Einzeldenkmal zu ID-Nr. 09269567)                                                                    | Hofeweg (Karte)                                                        |                                                                     | Einzeldenkmale der Sachgesamtheit Rittergut Ober-Neundorf; baugeschichtlich, künstlerisch und ortsgeschichtlich von Bedeutung | 09269566 |
| Direkt Bild zu diesem Denkmal hochladen | Gutshof mit Toiletten- und Wiegehäuschen (Einzeldenkmal zu ID-Nr. 09269567)                                                   | Hofeweg (Karte)                                                        |                                                                     | Einzeldenkmale der Sachgesamtheit Rittergut Ober-Neundorf; baugeschichtlich, künstlerisch und ortsgeschichtlich von Bedeutung | 09269566 |
| Direkt Bild zu diesem Denkmal hochladen | Drei Brunnen (Einzeldenkmal zu ID-Nr. 09269567)                                                                               | Hofeweg (Karte)                                                        |                                                                     | Einzeldenkmale der Sachgesamtheit Rittergut Ober-Neundorf; baugeschichtlich, künstlerisch und ortsgeschichtlich von Bedeutung | 09269566 |
| Direkt Bild zu diesem Denkmal hochladen | Einfriedungsmauer des Gutsparks (Einzeldenkmal zu ID-Nr. 09269567)                                                            | Hofeweg (Karte)                                                        |                                                                     | Einzeldenkmal der Sachgesamtheit Rittergut Ober-Neundorf; baugeschichtlich, künstlerisch und ortsgeschichtlich von Bedeutung | 09269566 |
| Direkt Bild zu diesem Denkmal hochladen | Wohnstallhaus, Scheune, Seitengebäude und Auszugshaus eines Bauernhofes                                                       | Rothenburger Landstraße 233 (Karte)                                    | Um 1850 (Wohnstallhaus); 18. Jahrhundert (Seitengebäude)            | Baugeschichtlich und wirtschaftsgeschichtlich von Bedeutung | 09269560 |
|                                         | Häusleranwesen | Rothenburger Landstraße 240 (Karte)                                    | Ende 18. Jahrhundert                                                | Massives Gebäude mit Mittelrisalit, baugeschichtlich von Bedeutung | 09269561 |
| Direkt Bild zu diesem Denkmal hochladen | Wohnstallhaus und Scheune | Rothenburger Landstraße 262 (Karte)                                    | 1. Hälfte 19. Jahrhundert                                           | Bestandteil einer Gartennahrung, Esse, Schmiedefeuer, Blasebälge und Teil der Transmission erhalten, baugeschichtlich, wirtschaftsgeschichtlich und ortsgeschichtlich von Bedeutung. Wohnhaus April 2016 gestrichen, über die Zeiten zu stark umgebaut, war vielleicht mal ein Umgebindehaus. | 09269564 |
| Direkt Bild zu diesem Denkmal hochladen | Schmiede in zwei Teilen | Rothenburger Landstraße 285 (Einzeldenkmal zu ID-Nr. 09269567) (Karte) | Bezeichnet mit 1874                                                 | Teil der Sachgesamtheit Rittergut Ober-Neundorf, baugeschichtlich und ortsgeschichtlich von Bedeutung | 09269565 |
|                                         | Einfriedungsmauer der Schlossgärtnerei mit Tor und Pforte, ein Brunnen und das Gärtnerhaus (Einzeldenkmal zu ID-Nr. 09269567) | Rothenburger Landstraße 289 (Karte)                                    |                                                                     | Einzeldenkmale der Sachgesamtheit Rittergut Ober-Neundorf; baugeschichtlich, künstlerisch und ortsgeschichtlich von Bedeutung | 09269566 |
| Direkt Bild zu diesem Denkmal hochladen | Bauernhof mit Scheune (Backstein), Seitengebäude und Anbau an das Wohnhaus                                                    | Rothenburger Landstraße 321 (Karte)                                    | 2. Hälfte 19. Jahrhundert (Scheune)                                 | Baugeschichtlich und wirtschaftsgeschichtlich von Bedeutung | 09269568 |

## Tabellenlegende
- Bild: Bild des Kulturdenkmals, ggf. zusätzlich mit einem Link zu weiteren Fotos des Kulturdenkmals im Medienarchiv Wikimedia Commons. Wenn man auf das Kamerasymbol klickt, können Fotos zu Kulturdenkmalen aus dieser Liste hochgeladen werden:
- Bezeichnung: Denkmalgeschützte Objekte und ggf. Bauwerksname des Kulturdenkmals
- Lage: Straßenname und Hausnummer oder Flurstücknummer des Kulturdenkmals. Die Grundsortierung der Liste erfolgt nach dieser Adresse. Der Link (Karte) führt zu verschiedenen Kartendiensten mit der Position des Kulturdenkmals. Fehlt dieser Link, wurden die Koordinaten noch nicht eingetragen. Sind diese bekannt, können sie über ein Tool mit einer Kartenansicht einfach nachgetragen werden. In dieser Kartenansicht sind Kulturdenkmale ohne Koordinaten mit einem roten bzw. orangen Marker dargestellt und können durch Verschieben auf die richtige Position in der Karte mit Koordinaten versehen werden. Kulturdenkmale ohne Bild sind an einem blauen bzw. roten Marker erkennbar.
- Datierung: Baubeginn, Fertigstellung, Datum der Erstnennung oder grobe zeitliche Einordnung entsprechend des Eintrags in der sächsischen Denkmaldatenbank
- Beschreibung: Kurzcharakteristik des Kulturdenkmals entsprechend des Eintrags in der sächsischen Denkmaldatenbank, ggf. ergänzt durch die dort nur selten veröffentlichten Erfassungstexte oder zusätzliche Informationen
- ID: Vom Landesamt für Denkmalpflege Sachsen vergebene, das Kulturdenkmal eindeutig identifizierende Objekt-Nummer. Der Link führt zum PDF-Denkmaldokument des Landesamtes für Denkmalpflege Sachsen. Bei ehemaligen Kulturdenkmalen können die Objektnummern unbekannt sein und deshalb fehlen bzw. die Links von aus der Datenbank entfernten Objektnummern ins Leere führen. Ein ggf. vorhandenes Icon  führt zu den Angaben des Kulturdenkmals bei Wikidata.

## Ausführliche Denkmaltexte
1. ↑  Beschreibung des Gartendenkmals (Ragnhild Kober, 16. Dezember 2008):
  - Einfriedung: Einfriedung des Gutsparks mit südlicher, südwestlicher, westlicher und nördlicher Einfriedungsmauer aus Bruchsteinmauerwerk (keine Abdeckung, die obere Kante ist desolat), Südwest-Tor mit zwei Torpfeilern aus Ziegelmauerwerk mit Abdeckung und Holzlattentorflügeln, Einfriedung der ehemaligen Schlossgärtnerei mit östlicher Einfriedungsmauer (Pfeiler aus Ziegelmauerwerk mit Putzresten und profilierter Sandsteinabdeckung sowie Mauerabschnitten aus Bruchsteinmauerwerk mit Dachziegelabdeckung) und Ost-Tor (zwei Torpfeiler aus verputztem Ziegelmauerwerk mit profilierter Sandsteinadeckung und zwei Torflügeln aus Metallkonstruktion), Ost-Pforte mit einem Türflügel aus Metallkonstruktion in einem Mauerabschnitt, im Norden des Gutshofes ein kurzer Mauerabschnitt aus Bruchsteinmauerwerk mit einem Torpfeiler aus Ziegelmauerwerk mit Dachziegelabdeckung
  - Erschließung: der Gutshof mit dem Herrenhaus wird über den Hofeweg, der von Ost nach West durch den Gutshof führt erschlossen, von Südwesten führt ein Weg zum Südwest-Tor des Gutsparks, die Schlossgärtnerei im Süden des Gutshofs wurde von der Rothenburger Landstraße aus direkt erschlossen (siehe Einfriedung)
  - Bodenrelief: ebene Hoffläche, ebene Fläche der ehemaligen Schlossgärtnerei, ebene Fläche im Süden des Herrenhauses (Ost-Bereich des Gutsparks), Hangbereich mit einer langgestreckten Terrasse auf halber Höhe des von Südosten nach Nordwesten ansteigenden Hanges des Gutsparks, obere Plateaufläche (West-Bereich des Gutsparks)
  - Gartenbauten: im Südwesten des Herrenhauses zur Abgrenzung eines kleinen Hofes eine Mauer mit einer Nische, die sich nach Südosten zum Gutspark öffnet, die Nische aus Ziegelmauerwerk mit Putzresten, das Dach der Nische mit Dachziegeln abgedeckt, das äußere gerade die Nische im Südosten umrahmende Mauerstück mit vorgesetztem Bruchsteinmauerwerk
  - Wasserelemente: drei Brunnen auf dem Gutshof, ein Brunnen in der ehemaligen. Schlossgärtnerei, an der Westgrenze Graben (sogenannter Vorfluter, der das Oberflächenwasser nach Norden geleitet hat, wo es unter der Straße durch den Gutshof und unter der Rothenburger Landstraße nach Osten geführt wurde)
  - Gehölze: im Westen des Gutshofs Baumallee (noch vorhanden sind sieben Linden auf der Nordseite und vier Linden auf der Südseite), Hofbaum im Osten des Toilettenhäuschens (Rosskastanie), Hofbaum (Linde) sowie eine Trauerweide im kleinen Hofbereich westlich des Gutshofs, im Gutspark Solitärbäume (Eiche, Linde, Spitzahorn, Kastanie, Buche), eine Hainbuche an der Nische im Südwesten des Herrenhauses, eine Baumgruppe (vier von ehemals fünf Linden, ein Stubben vorhanden) an der oberen Hangkante im Osten des Plateaus, an der West-Grenze Eichen, an der Nordwest-Ecke ein Spitzahorn und eine Linde, im Osten und Süden des Herrenhauses Sträucher (Flieder), im Osten des Herrenhauses ein Rest einer ehemaligen Hecke (durchgegangene ehemals geschnittene Hainbuchen)
  - Bemerkung: ein Einfamilienhaus außerhalb der Einfriedungsmauer in der Achse des Herrenhauses nach Süden verstellt den Blickbezug in die umgebende Landschaft nach Süden, der Park ist verwildert, ehemalige Wege und Treppen im Park sind überwachsen, durch die nicht mehr geschlossenen Einfriedungsmauer können Wildschweine in den Gutspark eindringen